# Bataille de Viazma
Sixième Coalition
Batailles
Campagne de Russie (1812)
- Liste des batailles
- Mir
- Moguilev
- Ostrovno
- Vitebsk
- Kliastitsy
- Smolensk
- 1re Polotsk
- Valoutina Gora
- Moskova
- Moscou
- Winkowo
- 2e Polotsk
- Maloïaroslavets
- Gorodnia
- Czaśniki
- Viazma
- Smoliani
- Krasnoï
- Bérézina

Campagne d'Allemagne (1813)
- Dantzig
- Lunebourg
- Möckern
- Lützen
- Bautzen
- Reichenbach
- Haynau
- Luckau
- Hoyerswerda
- Lauenbourg
- Goldberg
- Gross Beeren
- Katzbach
- Dresde
- Kulm
- Dennewitz
- Peterswalde
- Liebertwolkwitz
- Leipzig
- Hanau
- Sehested
- Torgau
- Hambourg

Campagne de France (1814)
- Sainte-Croix-en-Plaine
- Besançon
- Mayence
- Metz
- Saint-Avold
- 1re Saint-Dizier
- Brienne
- La Rothière
- Campagne des Six-Jours (Champaubert
- Montmirail
- Château-Thierry
- Vauchamps)
- Mormant
- Montereau
- Bar-sur-Aube
- Saint-Julien
- Laubressel
- Berry-au-Bac
- Craonne
- Coutures
- Laon
- Soissons
- Mâcon
- Reims
- Saint-Georges-de-Reneins
- Limonest
- Arcis-sur-Aube
- Fère-Champenoise
- 2e Saint-Dizier
- Meaux
- Claye
- Villeparisis
- Paris

- Feistritz
- Caldiero (en)
- Trieste
- Mincio

- Hoogstraten (de)
- Anvers
- Berg-op-Zoom
- Courtrai

À la bataille de Viazma, (ou Wjasma) qui eut lieu le 3 novembre 1812, les derniers corps de la Grande Armée de Napoléon ont été défaits par les Russes commandés par le général Mikhaïl Andreïevitch Miloradovitch.

## Contexte
S'étant avancée profondément en territoire ennemi, la Grande Armée souffre d'un grave déficit d'approvisionnement. Ravagé, Moscou n'est pas un lieu de résidence idéal pour passer l'hiver. L'armée de Napoléon entame donc la première étape de sa "retraite de Russie" qui se révèlera désastreuse.
L'objectif de Napoléon est de mener la Grande Armée à son principal centre d'approvisionnement de Smolensk, à quelque 430 kilomètres à l'ouest de Moscou, et de reprendre la campagne au printemps suivant.
Les Français quittent Moscou le 18 octobre 1812, et empruntent un itinéraire méridional qui doit les conduire à Smolensk. Mais après la bataille de Maloyaroslavets, le 24 octobre, Napoléon choisit de faire marche arrière et de battre en retraite par la route utilisée plus tôt dans leur avance sur Moscou. Le territoire bordant cet itinéraire ayant été précédemment ravagé, la retraite se déroule dans des conditions extrêmes de privation et de fatigue. Le manque de nourriture démoralise les hommes et sème le désordre dans leurs rangs.
Le 3 novembre, la Grande Armée s'étire en une longue colonne de 100 kilomètres. La tête de cette colonne, constituée du 8e corps de Junot est à Dorogobouj, alors que le 1er corps de Davout, qui forme l'arrière-garde, n'est qu'à l'est de Viazma. D'ouest en est, entre ces deux unités, marchent la Garde impériale, les troupes de Murat, le 3e corps de Ney, le 5e corps de Poniatowski et le 4e corps d'Eugène de Beauharnais

## La bataille

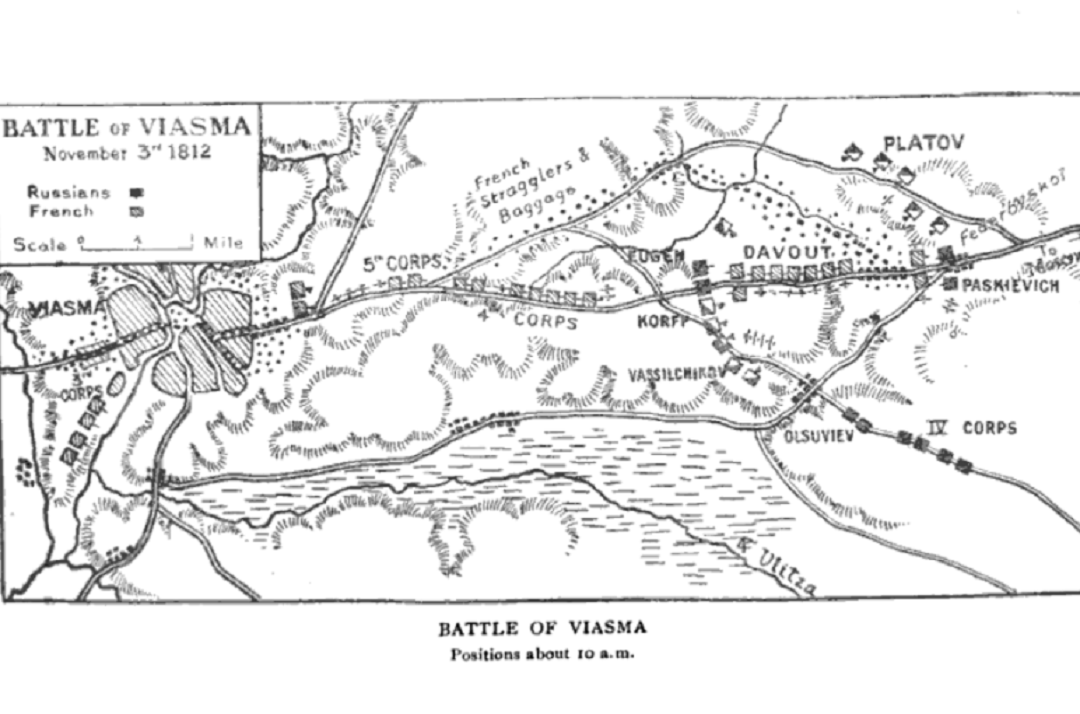
Plan de la bataille

À 8 heures, le matin du 3 novembre, la cavalerie de Miloradovitch attaque la colonne française qui marche, désorganisée, sur toute la distance qui la sépare d'Eugène et de Poniatowski. Miloradovitch commande à son artillerie, placée sur les hauteurs voisines, de commencer la canonnade. L'attaque est un succès complet. Elle permet la capture du train de bagages de la 4e division et sème le désarroi dans les rangs français. Miloradovitch place alors ses batteries et l'infanterie au travers de la route, coupant Davout du reste de l'armée française.

## Conséquences
Bien que les Français aient réussi à contrecarrer la tentative initiale de Miloradovitch d'isoler et détruire le 1er corps du maréchal Louis Nicolas Davout, ils restent, pendant toute la bataille, sous la pression des Russes. Ils se retirent en désordre, sous le feu de l'ennemi qui occasionne beaucoup de pertes.
Bien que la défaite française de Viazma ne soit pas flagrante, elle demeure remarquable en raison de son impact disruptif sur la retraite de la Grande Armée. Se retirant loin de Viazma sous la pression russe, les colonnes de l'arrière-garde sont de plus en plus désorganisées. Par réaction en chaîne, le chaos s'étend alors à d'autres unités placées au centre et l'avant de l'armée française.
Les Français sont harcelés par des attaques incessantes des Cosaques. Davout est en particulier cerné par les Russes. La veille, le 2 novembre, Napoléon s'est emporté contre la gestion des activités de l'arrière-garde, et commande à Ney d'assumer les fonctions d'arrière-garde et de rester à Viazma, pour permettre à Eugène, Poniatowski et Davout de l'éviter. En attendant, les Russes se sont divisés en trois groupes pour poursuivre les Français.
Davout est étroitement suivi par 5 000 Cosaques commandés par Matveï Platov. Ce groupe est lui-même soutenu par les 4 000 hommes de la 26e division du général Ivan Paskevitch. Marchant légèrement au sud, se trouve le général Miloradovitch avec les 2e et 4 division d'infanterie, environ 14 000 hommes, et les 2e et 3e division de cavalerie, qui comptent ensemble 3 500 hommes. Miloradovitch coordonne l'activité de toutes ces troupes, y compris celles de Platov et de Paskevitch. Le gros de l'armée russe, quelque 70 000 soldats conduits par Mikhaïl Koutouzov marche plus au sud.
La soirée du 2 novembre, en conduisant une reconnaissance au sud de la route de Smolensk-Moscou, Miloradovitch, accompagné des généraux Korff et Sievers, note un espace entre les troupes de Davout, situées à l'est de Fedorovskoïe, et les troupes d'Eugène et de Poniatowski, à l'ouest de Viazma. Identifiant tout de suite l'occasion d'isoler et de détruire le corps de Davout, Miloradovitch décide d'attaquer de bonne heure le matin suivant.